# Сорешть
Сорешть, Сорешті (рум. Sorești) — село у повіті Бузеу в Румунії. Входить до складу комуни Блежань.
Село розташоване на відстані 109 км на північний схід від Бухареста, 15 км на північ від Бузеу, 95 км на захід від Галаца, 103 км на південний схід від Брашова.

## Населення
За даними перепису населення 2002 року у селі проживали 346 осіб, усі — румуни. Усі жителі села рідною мовою назвали румунську.